# На пляже
«На пляже» (англ. Beaches) — американский кинофильм 1988 года. В СССР был в прокате под названием «Взморье» и «Побережья».

## Сюжет
Мелодраматическая история о трогательной дружбе двух девушек из разных социальных слоёв, случайно познакомившихся ещё в возрасте одиннадцати лет на пляже в Калифорнии. Одна, выступающая с детства вместе с разведённой матерью, вульгарная Си Си Блум, мечтает о карьере шоу-звезды, а вторая — благополучная богатая аристократка Хилари Уитни Эссекс. Разъехавшись, они долгое время только переписываются и, лишь став взрослыми, встречаются снова. Си Си не обладает красивой внешностью, но у неё чудесный сильный голос. Хилари, напротив, хороша собой, но её угнетают аристократические условности её мира. Обе выходят замуж, у обеих не складывается личная жизнь. Хилари, разведясь с неверным мужем, в одиночку воспитывает дочь, которую называет в честь подруги: Виктория Сесилия. Си Си связывает свою жизнь с режиссёром театра, но, требуя к себе слишком много внимания, теряет любовь этого человека. На самом деле ей нужна сцена, нужно быть в центре внимания, быть на вершине славы. Всё остальное вторично. И только одно есть в жизни Сесилии настоящее и неизменное: её дружба с Хилари. И у Хилари дружба с Си Си — самое важное в её жизни.
Но вот Хилари заболевает неизлечимой болезнью, и Сесилия проводит с ней и её дочерью последнее лето, заставляя Хилари не хоронить себя раньше времени. В конце концов, похоронив её, верная подруга берёт на себя все заботы о ребёнке.

## В ролях
| Актёр           | Роль                      |
| --------------- | ------------------------- |
| Бетт Мидлер     | Си Си Сесилия Кэрол Блум  |
| Барбара Херши   | Хилари Уитни Эссекс       |
| Джон Херд       | Джон Пирс                 |
| Маим Бялик      | Си Си в детстве           |
| Лэйни Казан     | Леона Блум                |
| Дженифер Льюис  | Дива                      |
| Трейси Рейнер   | продавец универмага       |
| Гектор Элизондо | судья                     |
| Марк Шейман     | пианист                   |
| Гарри Маршалл   | режиссёр на прослушивании |